# 浙江實業銀行大樓
浙江實業銀行大樓是上海市的一座歷史建築，位於福州路107號，共有9層。 該建築被列入上海市第五批優秀歷史建築名單。